# آدریان ترنر
آدریان ترنر (به انگلیسی: Adrian Turner) (زادهٔ ۲۱ ژانویهٔ ۱۹۷۷) شناگر اهل بریتانیا است.